# Gäddtjärnen (Fagersta, Västmanland)
Gäddtjärnen är en sjö i Fagersta kommun i Västmanland och ingår i Norrströms huvudavrinningsområde.